# Monti (Italija)
Monti (sardinski: Mònte) je grad i općina (comune) u pokrajini Sassariju u regiji Sardiniji, Italija. Nalazi se na nadmorskoj visini od 300 metara i ima 2 420 stanovnika.
 Prostire se na 123,82 km². Gustoća naseljenosti je 20 st/km².
Susjedne općine su: Alà dei Sardi, Berchidda, Calangianus, Loiri Porto San Paolo, Olbia i Telti.